# Überweisungszeugnis
Das Überweisungszeugnis ist ein vereinfachter Erbnachweis im Grundbuchverfahren gemäß §§ 36, 37 GBO.

## Zweck
Das Überweisungszeugnis dient der Erleichterung der grundbuchmäßigen Durchführung der Auseinandersetzung einer Erben- oder Gütergemeinschaft. Es ist für die Eintragung des Eigentümers oder Berechtigten von Grundstücken, Erbbaurechten, Hypotheken, Grund- und Rentenschulden vorgesehen, wenn diese Gegenstände zu einer Erbengemeinschaft oder dem Gesamtgut der ehelichen oder fortgesetzten Gütergemeinschaft gehören.

## Voraussetzung
Die Anwendung setzt voraus, dass zwischen den Gesamthandsberechtigten eine Auseinandersetzung stattgefunden hat.

## Rechtsfolge
Das Überweisungszeugnis erbringt gegenüber dem Grundbuch den Nachweis der Erbfolge und der für das erfolgte Rechtsgeschäft erforderlichen Eintragungsunterlagen. Die Anordnung einer Nacherbfolge oder Testamentsvollstreckung ist in dem Überweisungszeugnis zu vermerken.

## Kosten
Der früher mit diesem Zeugnis verbundene erhebliche Kostenvorteil (bis 31. Juli 2013 nur 10 Euro) ist weitestgehend entfallen. Ein Kostenvorteil gegenüber einem Erbschein besteht nur noch insoweit als sich der Gegenstandswert nach den Grundstücken und nicht nach dem gesamten Nachlass richtet. Das Überweisungszeugnis löst aber im Ergebnis dieselben Gebühren aus, die auch für einen gegenständlich beschränkten Erbschein anfallen.